# Изгубена невинност
„Изгубена невинност“ (на английски: Stoker) е британско-американски филм от 2013 година, психологически трилър с елементи на готически хорър и семейна драма на режисьора Пак Чан Ук по сценарий на Уентуърт Милър.
В центъра на сюжета са отчуждени майка и дъщеря, които след внезапната смърт на главата на семейството са посетени от непознат за тях негов по-малък брат със странно поведение. Главните роли се изпълняват от Миа Вашиковска, Матю Гуд и Никол Кидман.